# خولنا-۵
خولنا-۵ (به لاتین: Khulna-5) یک منطقهٔ مسکونی در بنگلادش است که در ناحیه کولنا واقع شده‌است.